# Hedlarvmördare
Hedlarvmördare (Calosoma auropunctatum) är en skalbagge i familjen jordlöpare (Carabidae).  

## Kännetecken
Mörk och något bronsskimrande. Den har tre rader med gyllene punkter på varje täckvinge. Något mindre än praktlarvmördare.

## Utbredning
Förekommer i Europa och Asien. I Sverige är den mycket sällsynt och funnen i Skåne, Halland och Öland. 

## Levnadssätt
Hedlarvmördaren är dagaktiv och jagar fjärilslarver av nattflyn och spinnare på marken.